# Oulema tristis
Oulema tristis – gatunek chrząszcza z rodziny stonkowatych i podrodziny poskrzypek. Zamieszkuje palearktyczną Eurazję.

## Taksonomia
Gatunek ten opisany został po raz pierwszy w 1786 roku przez Johanna Friedricha Wilhelma Herbsta pod nazwą Crioceris tristis.

## Morfologia
Chrząszcz o ciele długości od 3,5 do 4 mm. Głowa, przedplecze i pokrywy są jednolicie metalicznie niebieskie, zielone lub czarne, natomiast odnóża są żółte lub żółtoczerwone z przyciemnionymi lub czarnymi stopami. Linie wygraniczające od przodu czoło formują kąt rozwarty. Przedplecze jest przed tylną krawędzią silnie przewężone, a tworzona przez przewężenie bruzda ma drobno i gęsto punktowaną powierzchnię, z wyjątkiem części środkowo-grzbietowej gdzie punkty są rzadko rozmieszczone, duże i głębokie. 

## Ekologia i występowanie
Zarówno larwy, jak i postacie dorosłe są fitofagami żerującymi na trawach. Wśród ich roślin żywicielskich wymieniane są chwastnica jednostronna, proso zwyczajne i włośnica ber. Osobniki dorosłe są stadium zimującym. Stają się zwykle aktywne w kwietniu i w tym miesiącu ma miejsce kopulacja i składanie jaj. Wyrośnięte larwy od końca maja schodzą do gleby gdzie następuje przepoczwarczenie. Owady dorosłe kolejnego pokolenia opuszczają poczwarki w czerwcu i lipcu.
Gatunek palearktyczny. W Europie znany jest z Hiszpanii, Francji, Belgii, Niemiec, Szwajcarii, Austrii, Włoch, Litwy, Polski, Czech, Słowacji, Węgier, Ukrainy, Mołdawii, Rumunii, Bułgarii, Słowenii, Chorwacji, Bośni i Hercegowiny oraz europejskiej części Rosji. W Azji podawany jest z syberyjskiej i dalekowschodniej części Rosji, Kazachstanu, Uzbekistanu, Mongolii, Chin, Korei i Japonii. W Polsce jest bardzo rzadki i stwierdzony został na nielicznych stanowiskach. Na „Czerwonej liście gatunków zagrożonych Republiki Czeskiej” umieszczony został jako gatunek krytycznie zagrożony wymarciem (CR).